# IV liga polska w piłce siatkowej mężczyzn (2021/2022)
IV liga polska w piłce siatkowej mężczyzn 2021/2022 – rozgrywki piątej w hierarchii, ostatniej ligi - po PLS (PlusLidze i Tauron 1. Lidze), II lidze i III lidze - klasy męskich ligowych rozgrywek siatkarskich w Polsce. Rywalizacja w niej toczy się systemem ligowym oraz w niektórych województwach później systemem play-off - o awans do III ligi. Za jej prowadzenie odpowiadają Wojewódzkie Związki Piłki Siatkowej. Rozgrywki na tym szczeblu prowadzone są tylko w wybranych województwach. Najlepsza drużyna bądź drużyny każdego z województw awansują do III ligi. Jest to najniższy męski siatkarski poziom ligowy w Polsce.

## Małopolski ZPS

### Runda 1

#### Grupa Wschód
| Lp. | Zespół           | Mecze | Pkt | Sety + | Sety - | pkt + | pkt - |
| --- | ---------------- | ----- | --- | ------ | ------ | ----- | ----- |
| 1   | VOLLEY Gromnik   | 10    | 27  | 27     | 8      | 837   | 718   |
| 2   | LKS BOBOWA       | 10    | 22  | 26     | 12     | 885   | 794   |
| 3   | MKS RYGLICE      | 10    | 17  | 20     | 15     | 772   | 706   |
| 4   | ISKIERKA TARNÓW  | 10    | 14  | 17     | 18     | 787   | 759   |
| 5   | GKPS Szymbark II | 10    | 10  | 14     | 21     | 751   | 783   |
| 6   | Orzeł Ciężkowice | 10    | 0   | 0      | 30     | 474   | 746   |

#### Grupa Zachód
| Lp. | Zespół                    | Mecze | Pkt | Sety + | Sety - | pkt + | pkt - | adnotacje            |
| --- | ------------------------- | ----- | --- | ------ | ------ | ----- | ----- | -------------------- |
| 1   | SKAWA Wadowice II         | 8     | 24  | 24     | 2      | 647   | 462   | wycofanie się z ligi |
| 2   | SOKÓŁ Gumniska Tarnów     | 8     | 17  | 20     | 11     | 707   | 603   |                      |
| 3   | SMS DALIN MYŚLENICE       | 8     | 10  | 13     | 17     | 611   | 608   |                      |
| 4   | Zawisza Sulechów          | 8     | 8   | 11     | 18     | 601   | 606   |                      |
| 5   | KS Hutnik-Wanda Kraków II | 8     | 1   | 4      | 24     | 393   | 680   |                      |
| 6   | APS ORLIK BOLESŁAW        | 0     | 0   | 0      | 0      | 0     | 0     |                      |

### Runda 2

#### Grupa Wschód
| Lp. | Zespół                | Mecze | Pkt | Sety + | Sety - | pkt + | pkt - | adnotacje                                  |
| --- | --------------------- | ----- | --- | ------ | ------ | ----- | ----- | ------------------------------------------ |
| 1   | VOLLEY Gromnik        | 10    | 21  | 24     | 13     | 839   | 743   |                                            |
| 2   | MKS RYGLICE           | 10    | 21  | 25     | 16     | 921   | 815   |                                            |
| 3   | SOKÓŁ Gumniska Tarnów | 10    | 20  | 25     | 17     | 939   | 886   |                                            |
| 4   | GKPS Szymbark II      | 10    | 18  | 23     | 16     | 868   | 789   | wycofanie się z ligi po zakończeniu sezonu |
| 5   | LKS BOBOWA            | 10    | 10  | 17     | 22     | 824   | 867   |                                            |
| 6   | Orzeł Ciężkowice      | 10    | 0   | 0      | 30     | 461   | 752   |                                            |

     awans do rundy finałowej

#### Grupa Zachód
| Lp. | Zespół                 | Mecze | Pkt | Sety + | Sety - | pkt + | pkt - | adnotacje                                  |
| --- | ---------------------- | ----- | --- | ------ | ------ | ----- | ----- | ------------------------------------------ |
| 1   | MKS GRYF Brzesko II    | 8     | 18  | 19     | 8      | 632   | 447   |                                            |
| 2   | AS Niepołomice II      | 8     | 18  | 20     | 9      | 672   | 495   |                                            |
| 3   | UMKS KĘCZANIN Kęty III | 8     | 15  | 18     | 13     | 684   | 625   | wycofanie się z ligi po zakończeniu sezonu |
| 4   | ISKIERKA TARNÓW        | 8     | 9   | 13     | 17     | 669   | 614   |                                            |
| 5   | SMS DALIN MYŚLENICE    | 8     | 0   | 1      | 24     | 145   | 621   | wycofanie się z ligi po zakończeniu sezonu |

     awans do rundy finałowej

### Runda finałowa
| Lp. | Zespół              | Mecze | Pkt | Sety + | Sety - | pkt + | pkt - | adnotacje                                  |
| --- | ------------------- | ----- | --- | ------ | ------ | ----- | ----- | ------------------------------------------ |
| 1   | AS Niepołomice II   | 6     | 13  | 14     | 7      | 479   | 436   | wycofanie się z ligi po zakończeniu sezonu |
| 2   | MKS GRYF Brzesko II | 6     | 12  | 13     | 7      | 459   | 457   | wycofanie się z ligi po zakończeniu sezonu |
| 3   | VOLLEY Gromnik      | 6     | 6   | 9      | 14     | 503   | 511   |                                            |
| 4   | MKS RYGLICE         | 6     | 5   | 6      | 14     | 430   | 467   |                                            |

## Mazowiecko-Warszawski ZPS

### Runda zasadnicza

#### Grupa 1
| Lp. | Zespół                           | Mecze | Pkt | Zw. | Sety + | Sety - | pkt + | pkt - | adnotacje                                  |
| --- | -------------------------------- | ----- | --- | --- | ------ | ------ | ----- | ----- | ------------------------------------------ |
| 1   | Wojtmar AJHmedia RAS6 Szydłowiec | 22    | 61  | 21  | 63     | 15     | 1879  | 1436  |                                            |
| 2   | SPS Radmot Jedlińsk              | 22    | 56  | 19  | 59     | 15     | 1726  | 1399  |                                            |
| 3   | UKS Olimpijczyk 2008 Mszczonów   | 22    | 54  | 18  | 57     | 19     | 1789  | 1386  |                                            |
| 4   | Volley SKK Belsk Duży            | 22    | 49  | 16  | 55     | 23     | 1788  | 1478  |                                            |
| 5   | UKS Orlęta Raszyn                | 22    | 41  | 14  | 47     | 31     | 1820  | 1656  |                                            |
| 6   | KS Raszyn                        | 22    | 28  | 10  | 35     | 46     | 1712  | 1815  | wycofanie się z ligi po zakończeniu sezonu |
| 7   | Promotor Gózd                    | 22    | 28  | 9   | 36     | 45     | 1719  | 1748  |                                            |
| 8   | UKS Olimp Skaryszew              | 22    | 27  | 10  | 36     | 47     | 1718  | 1824  |                                            |
| 9   | GKS YABU Sadownik Błędów         | 22    | 22  | 6   | 33     | 53     | 1718  | 1956  |                                            |
| 10  | GKS Jastrzębia                   | 22    | 15  | 5   | 22     | 53     | 1498  | 1760  |                                            |
| 11  | KKS Kozienice II                 | 22    | 10  | 3   | 14     | 58     | 1383  | 1735  |                                            |
| 12  | KS Grom Przytyk                  | 22    | 5   | 1   | 11     | 63     | 1224  | 1781  |                                            |

     awans do rundy play-off

#### Grupa 2
| Lp. | Zespół                     | Mecze | Pkt | Zw. | Sety + | Sety - | pkt + | pkt - | adnotacje                                  |
| --- | -------------------------- | ----- | --- | --- | ------ | ------ | ----- | ----- | ------------------------------------------ |
| 1   | KPS Siedlce II             | 20    | 52  | 18  | 56     | 15     | 1712  | 1324  |                                            |
| 2   | KS Halinów                 | 20    | 49  | 16  | 53     | 23     | 1786  | 1523  |                                            |
| 3   | UKS Esperanto              | 20    | 42  | 15  | 50     | 28     | 1781  | 1570  | wycofanie się z ligi po zakończeniu sezonu |
| 4   | KTS Flot Warszawa          | 20    | 37  | 13  | 47     | 33     | 1798  | 1634  |                                            |
| 5   | MUKS Tie-Break Piastów     | 20    | 34  | 11  | 41     | 34     | 1687  | 1587  | wycofanie się z ligi po zakończeniu sezonu |
| 6   | KS Siatkarz Ząbki          | 20    | 32  | 11  | 41     | 39     | 1769  | 1676  |                                            |
| 7   | KPS Płock                  | 20    | 25  | 7   | 33     | 43     | 1681  | 1648  |                                            |
| 8   | Olymp Błonie               | 20    | 18  | 7   | 29     | 48     | 1563  | 1725  |                                            |
| 9   | SPS Konstancin Jeziorna    | 20    | 16  | 5   | 29     | 51     | 1669  | 1766  |                                            |
| 10  | IŁ Capital Huragan Wołomin | 20    | 16  | 5   | 26     | 49     | 1561  | 1693  |                                            |
| 11  | SPS GOSiR Mrozy            | 20    | 9   | 2   | 15     | 57     | 828   | 1689  | wycofanie się z ligi po zakończeniu sezonu |

     awans do rundy play-off

### Faza Play-off

#### Runda 1
(dwumecz)
| Drużyna 1                      | Wyniki spotkań | Drużyna 2                        |
| ------------------------------ | -------------- | -------------------------------- |
| KTS Flot Warszawa              | 3:2, 1:3       | Wojtmar AJHmedia RAS6 Szydłowiec |
| UKS Esperanto                  | 0:3, 3:2       | SPS Radmot Jedlińsk              |
| UKS Olimpijczyk 2008 Mszczonów | 3:0, 3:0       | KS Halinów                       |
| Volley SKK Belsk Duży          | 3:0, 3:0       | KPS Siedlce II                   |

#### Runda 2
(do 2 zwycięstw)
| Drużyna 1                      | Stan rywalizacji | Drużyna 2                        |
| ------------------------------ | ---------------- | -------------------------------- |
| UKS Olimpijczyk 2008 Mszczonów | 0-2              | Wojtmar AJHmedia RAS6 Szydłowiec |
| Volley SKK Belsk Duży          | 2-1              | SPS Radmot Jedlińsk              |

### Klasyfikacja po fazie play-off
| Lp. | Zespół                           | Mecze | Pkt | Zw. | Sety + | Sety - | pkt + | pkt - | adnotacje                                       |
| --- | -------------------------------- | ----- | --- | --- | ------ | ------ | ----- | ----- | ----------------------------------------------- |
| 1   | Volley SKK Belsk Duży            | 5     | 12  | 4   | 14     | 6      | 459   | 418   |                                                 |
| 2   | Wojtmar AJHmedia RAS6 Szydłowiec | 4     | 10  | 3   | 11     | 5      | 378   | 330   |                                                 |
| 3   | SPS Radmot Jedlińsk              | 5     | 7   | 2   | 11     | 11     | 473   | 462   |                                                 |
| 4   | UKS Olimpijczyk 2008 Mszczonów   | 4     | 6   | 2   | 7      | 6      | 288   | 281   |                                                 |
| 5   | KTS Flot Warszawa                | 2     | 2   | 1   | 4      | 5      | 192   | 204   | awans wskutek fuzji z klubem SKS Iskra Warszawa |
| 6   | UKS Esperanto                    | 2     | 2   | 1   | 3      | 5      | 155   | 177   |                                                 |
| 7   | KPS Siedlce II                   | 2     | 0   | 0   | 0      | 6      | 122   | 152   | awans decyzją MWZPS                             |
| 8   | KS Halinów                       | 2     | 0   | 0   | 0      | 6      | 107   | 150   |                                                 |

     awans do III ligi

## Podkarpacki ZPS
| Lp. | Zespół                     | Mecze | Pkt | Sety + | Sety - | pkt + | pkt - |
| --- | -------------------------- | ----- | --- | ------ | ------ | ----- | ----- |
| 1   | SST Lubcza Racławówka II   | 8     | 18  | 20     | 9      | 677   | 610   |
| 2   | AKS V LO Rzeszów III       | 8     | 18  | 19     | 10     | 687   | 614   |
| 3   | AZS Uniwersytet Rzeszowski | 8     | 11  | 15     | 17     | 680   | 702   |
| 4   | TKF Anilana Rakszawa II    | 8     | 11  | 13     | 15     | 622   | 638   |
| 5   | SPS Pruchnik               | 8     | 2   | 8      | 24     | 646   | 748   |

## Śląski ZPS
| Miejsce | Zespół                       | Mecze | Pkt | Zw. | Sety + | Sety - | pkt + | pkt - |
| ------- | ---------------------------- | ----- | --- | --- | ------ | ------ | ----- | ----- |
| 1       | KS VOLLEY Miasteczko Śląskie | 6     | 16  | 6   | 18     | 5      | 544   | 455   |
| 2       | Klub Siatkarski Racibórz     | 6     | 10  | 3   | 13     | 12     | 556   | 533   |
| 3       | MLKS Pilica Koniecpol        | 6     | 5   | 2   | 8      | 14     | 479   | 501   |
| 4       | VitaSUN MKS BĘDZIN S.A. III  | 6     | 5   | 1   | 7      | 15     | 421   | 511   |

     awans do III ligi

## Świętokrzyski ZPS

### Runda Zasadnicza

#### Grupa 1
| Lp. | Zespół                         | Mecze | Pkt | Zw. | Sety + | Sety - | pkt + | pkt - |
| --- | ------------------------------ | ----- | --- | --- | ------ | ------ | ----- | ----- |
| 1   | Hetman Włoszczowa II           | 10    | 24  | 8   | 27     | 10     | 855   | 658   |
| 2   | MSS Masłów                     | 10    | 22  | 7   | 26     | 15     | 944   | 835   |
| 3   | Fair Play Końskie              | 10    | 20  | 8   | 25     | 16     | 911   | 895   |
| 4   | MKS Orlicz Suchedniów          | 10    | 13  | 4   | 17     | 21     | 766   | 825   |
| 5   | GKS Ekom Invex Remedies Nowiny | 10    | 6   | 2   | 10     | 25     | 726   | 824   |
| 6   | GKS SGBud Góral Górno          | 10    | 5   | 1   | 10     | 28     | 733   | 898   |

#### Grupa 2
| Lp. | Zespół                    | Mecze | Pkt | Zw. | Sety + | Sety - | pkt + | pkt - |
| --- | ------------------------- | ----- | --- | --- | ------ | ------ | ----- | ----- |
| 1   | Procarte Kielce           | 10    | 26  | 9   | 27     | 6      | 724   | 634   |
| 2   | SMS Gump Ostrowiec Św.    | 10    | 23  | 8   | 27     | 11     | 850   | 650   |
| 3   | LKS Sparta Zagnańsk       | 10    | 16  | 5   | 21     | 18     | 858   | 815   |
| 4   | ULKS Chobrzany            | 10    | 14  | 4   | 16     | 20     | 756   | 794   |
| 5   | MultiTeam Tompawex Bilcza | 10    | 9   | 3   | 12     | 24     | 739   | 827   |
| 6   | Volley Pawłów             | 10    | 2   | 1   | 5      | 29     | 618   | 825   |

### Runda Play-off

#### O miejsca 11-12
(dwumecz)
| Drużyna 1     | Wyniki spotkań | Drużyna 2             |
| ------------- | -------------- | --------------------- |
| Volley Pawłów | 0:3, 1:3       | GKS SGBud Góral Górno |

#### O miejsca 9-10
(dwumecz)
| Drużyna 1                 | Wyniki spotkań | Drużyna 2                      |
| ------------------------- | -------------- | ------------------------------ |
| MultiTeam Tompawex Bilcza | 1:3, 3:2       | GKS Ekom Invex Remedies Nowiny |

#### O miejsca 7-8
(dwumecz)
| Drużyna 1             | Wyniki spotkań | Drużyna 2      |
| --------------------- | -------------- | -------------- |
| MKS Orlicz Suchedniów | 3:0, 3:0       | ULKS Chobrzany |

#### O miejsca 5-6
(dwumecz)
| Drużyna 1           | Wyniki spotkań | Drużyna 2         |
| ------------------- | -------------- | ----------------- |
| LKS Sparta Zagnańsk | 1:3, 0:3       | Fair Play Końskie |

#### O miejsca 1-4
(do dwóch zwycięstw)
| Drużyna 1            | Stan rywalizacji | Drużyna 2              |
| -------------------- | ---------------- | ---------------------- |
| Procarte Kielce      | 2-1              | MSS Masłów             |
| Hetman Włoszczowa II | 0-2              | SMS Gump Ostrowiec Św. |

#### O miejsca 3-4
(do dwóch zwycięstw)
| Drużyna 1  | Stan rywalizacji | Drużyna 2            |
| ---------- | ---------------- | -------------------- |
| MSS Masłów | 0-2              | Hetman Włoszczowa II |

#### O miejsca 1-2
(do dwóch zwycięstw)
| Drużyna 1              | Stan rywalizacji | Drużyna 2       |
| ---------------------- | ---------------- | --------------- |
| SMS Gump Ostrowiec Św. | 0-2              | Procarte Kielce |

### Klasyfikacja po rundzie play-off
| L.p. | Drużyna                        | adnotacje                                  |
| ---- | ------------------------------ | ------------------------------------------ |
| 1    | Procarte Kielce                |                                            |
| 2    | SMS Gump Ostrowiec Św.         | awans pomimo przegranego barażu            |
| 3    | Hetman Włoszczowa II           | wycofanie się z ligi po zakończeniu sezonu |
| 4    | MSS Masłów                     |                                            |
| 5    | Fair Play Końskie              |                                            |
| 6    | LKS Sparta Zagnańsk            |                                            |
| 7    | MKS Orlicz Suchedniów          |                                            |
| 8    | ULKS Chobrzany                 | wycofanie się z ligi po zakończeniu sezonu |
| 9    | GKS Ekom Invex Remedies Nowiny |                                            |
| 10   | MultiTeam Tompawex Bilcza      |                                            |
| 11   | GKS SGBud Góral Górno          |                                            |
| 12   | Volley Pawłów                  |                                            |

     awans do III ligi
     baraż o awans do III ligi (z przedostatnią drużyną III ligi)
źródło: oficjalne strony Wojewódzkich Związków Piłki Siatkowej